# Stefan Janoski
Stefan Janoski (* 18. Juli 1979 in Vacaville, Kalifornien) ist ein US-amerikanischer Skateboardfahrer mazedonischer Abstammung. Bekannt ist er vor allem als Namensträger von Sneakern der Marke Nike.

## Leben
Janoski begann 1992 mit dem Skateboarden in Vacaville. Später erklärte er in einem Nike-Werbesegment, dass er bei dem Sport stets versucht habe, den Skateboarder Mike Carroll nachzuahmen, nachdem Carroll einen Videoauftritt in „Virtual Reality“ von Plan B Skateboards hatte. 2009 nahm er im Indoor-Skatepark The Berrics bei Battle at the Berrics 2 gegen Peter Ramondetta teil.